# Suslivka, Ripkî
Suslivka (în ucraineană Суслівка) este un sat în comuna Zaderiivka din raionul Ripkî, regiunea Cernihiv, Ucraina.

## Demografie
Componența lingvistică a localității Suslivka
     Ucraineană (94,23%)
     Rusă (5,77%)
Conform recensământului din 2001, majoritatea populației localității Suslivka era vorbitoare de ucraineană (94,23%), existând în minoritate și vorbitori de rusă (5,77%).